# Cristina Fernández Pereda
Cristina Fernández Pereda  (puede que su segundo apellido sea Pereira  y haya sido transcrito erróneamente en el consejo de guerra) (Villasinde, Vega de Valcarce, 1900–San Adriàn de Besòs, 13 de mayo de 1939) fue una de las doce mujeres de la Prisión de Les Corts ejecutadas en el Campo de la Bota por el régimen franquista.

## Trayectoria
Cristina Fernández trabajaba de portera, una profesión que fue especialmente perseguida al terminar la guerra civil; ya que muchos porteros y porteras fueron acusados de haber colaborado con el gobierno de la República en la identificación de quintacolumnistas. De las más de 3.200 mujeres que ingresaron en la prisión de Les Corts durante los seis primeros meses de posguerra, ciento ocho eran porteras.Fernández era portera en la finca número 163 de la calle Tamarit, en el distrito del Ensanche  y fue denunciada por el dueño de la casa y algunos vecinos. Detenida el 5 de marzo, el 10 de marzo de 1939 ingresó en la prisión de Les Corts tras haber pasado por la Cárcel Modelo.El 12 de abril fue sometida a un consejo de guerra con otras trece personas entre las que estaba su marido, Baltasar Paz, y doce personas más. Fue acusada de haber denunciado como fascista al propietario de la finca donde ella trabajaba de portera y a otras personas. Ella lo negó y afirmó que, si el propietario estaba vivo, era porque ella había intercedido por él, aunque cuando fueron a registrar su casa, ella, como portera, dijera dónde vivía;  añadió que en ese registro le encontraron una pistola.Su declaración no sirvió de nada; su marido, acusado de haber luchado en la defensa de Madrid, fue condenado inicialmente a veinte años de cárcel, y ella a la pena capital. Fue fusilada en el Campo de la Bota la madrugada del 13 de mayo de 1939 junto con otras quince personas.

## En la literatura
La novela Puerta en ningún sitio, editada en noviembre de 2021, recoge las circunstancias que dieron lugar a la ejecución de Cristina Fernández. Según la autora y el autor, su identidad correcta es Cristina Fernández Pereira, pero fue tergiversado su apellido en el sumarísimo de su consejo de guerra.

## Reconocimientos
El 15 de diciembre de 2022, el Ayuntamiento de Barcelona aprobó dar el nombre de «Jardín de Cristina Fernández Pereira» al interior de la manzana donde estaba el cine Urgell, en el barrio de Sant Antonio.